# Varennes (Tarn e Garonna)
Varennes è un comune francese di 619 abitanti situato nel dipartimento del Tarn e Garonna nella regione dell'Occitania.

## Monumenti

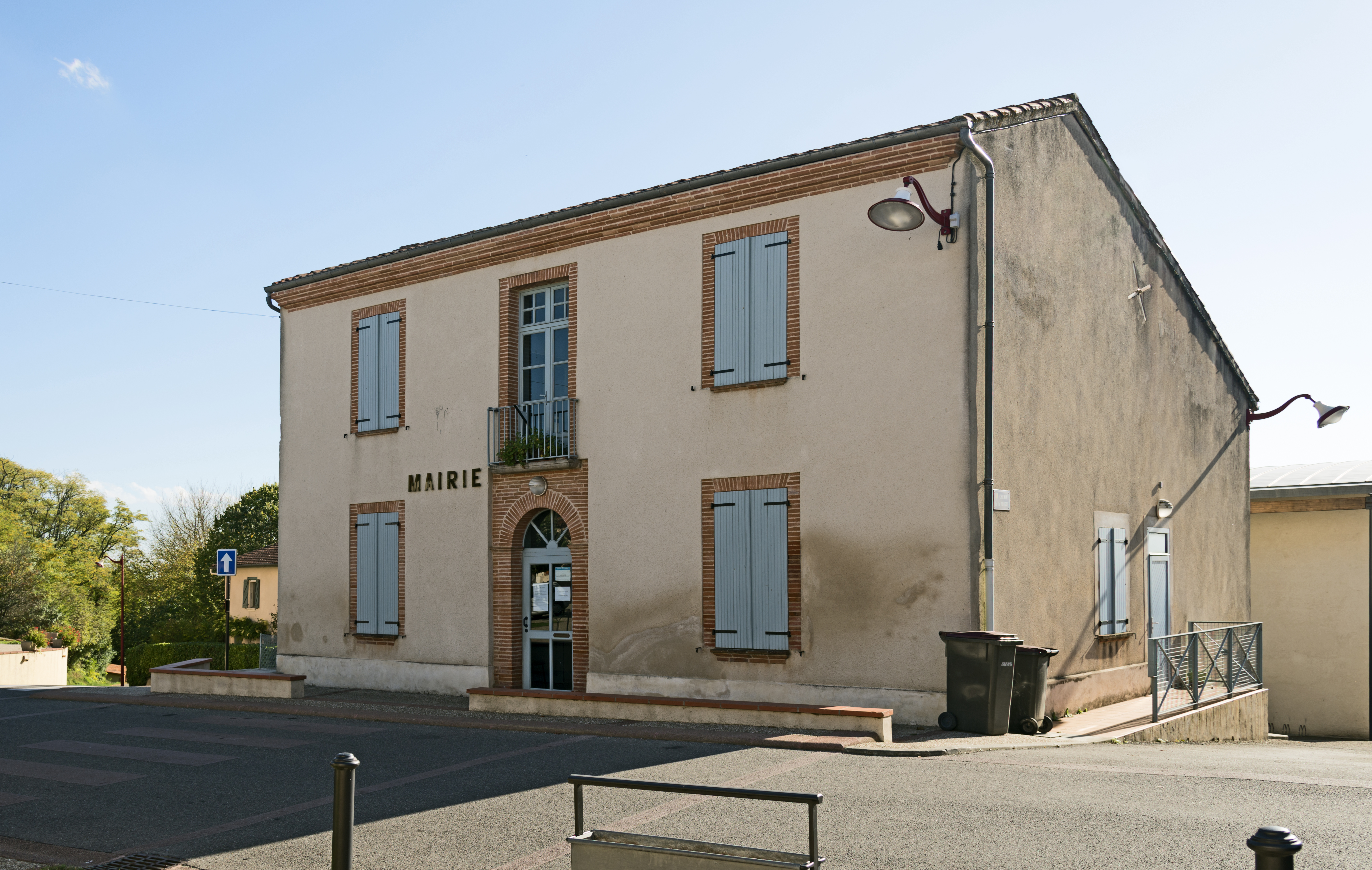
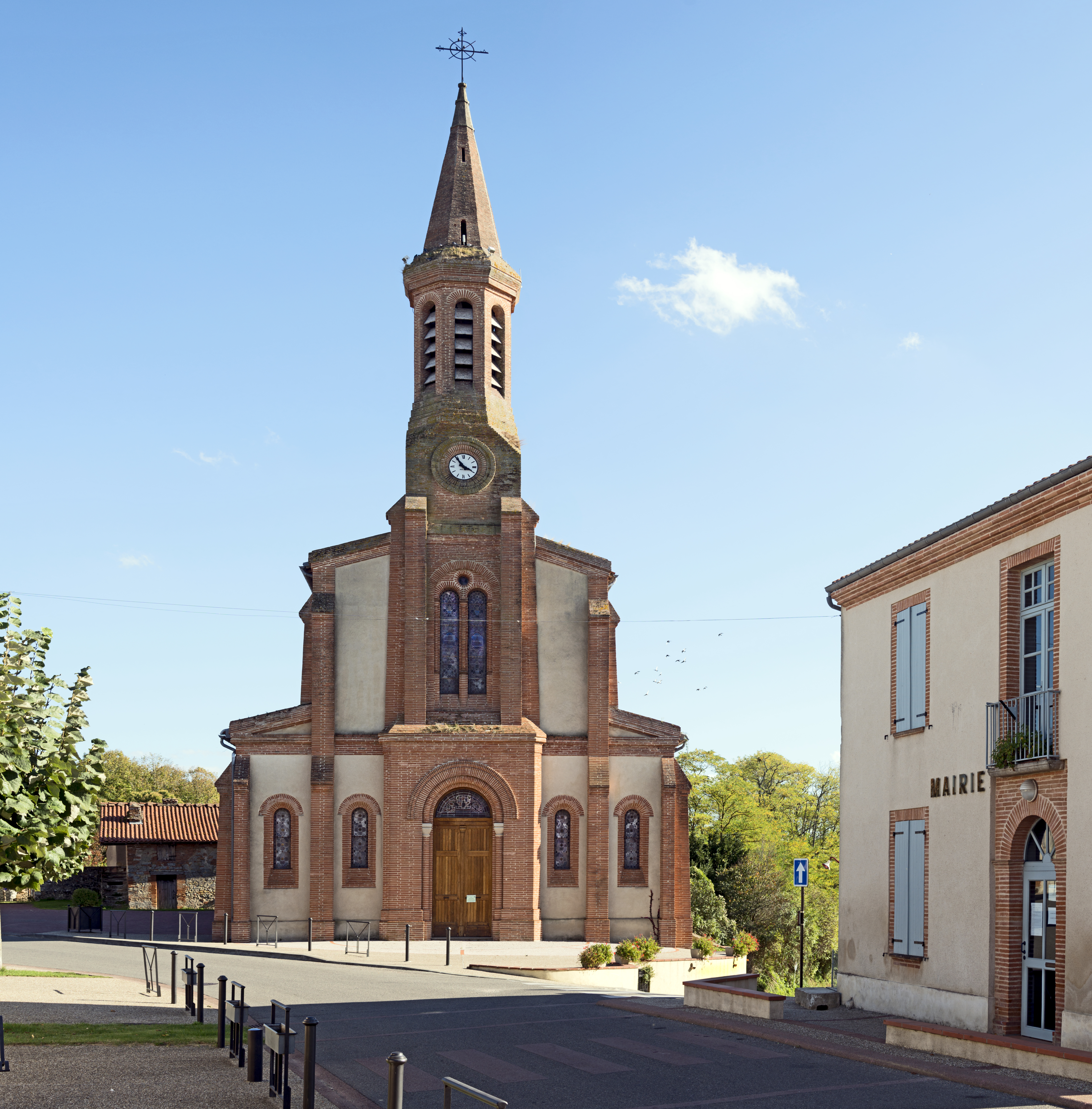

## Società

### Evoluzione demografica
Abitanti censiti